# Saskatoon Blades
Saskatoon Blades – juniorska drużyna hokejowa grająca w WHL w dywizji wschodniej, konferencji wschodniej. Drużyna ma swoją siedzibę w Saskatoon w Kanadzie.
- Rok założenia: 1964–1965
- Barwy: granatowo-szafirowo-srebrno-białe
- Trener: Lorne Molleken
- Manager: Lorne Molleken
- Hala: Credit Union Centre

## Osiągnięcia
- Scotty Munro Memorial Trophy: 1973, 1983, 1988, 2011